# クチン
| 北クチン市章 |  | 南クチン市章 |
| 北クチン市章 |  | 南クチン市章 |

クチン（マレー語: Kuching，ジャウィ:کوچيڠ，中国語: 古晉）は、マレーシア、サラワク州の州都であり、クチン省の省都である。

## 概要
ボルネオ島北西部の東マレーシアに位置するクチンは、南シナ海やサラワク川の河口に臨む河港で、ボルネオ観光の拠点でもある。街の中央を流れるサラワク川の南岸は商業施設や官公庁等のある市街地で、町の北側には広大な湿地帯が広がる。住民は華人、マレー人や20以上の先住民からなる。人口は約33万人（2010年）。
古くから南シナ海航路の要地であったクチンは、サラワク王国の首都として発展し、現在でもコロニアル調やマレー風の建物が立ち並ぶ。多民族都市のクチンは、中華街やインド人街もあり、料理のバラエティーも豊富で、東南アジアの各地の趣を肌で感じ取ることができ、東洋のエキゾチックな雰囲気が漂う街並みとなっている。

## 行政
クチンの行政は、南北2つの区域に分かれており、市長も二人存在する。クチン北部は北クチン特別市（マレー語: Dewan Bandaraya Kuching Utara）の管轄で、南部は南クチン市（マレー語: Majlis Bandaraya Kuching Selatan）の管轄となる。北部はマレー系とブミ系の住民が多く、南部は中国系が多い。
19世紀半ば、川の北側は藩王の宮殿だけだったので一般庶民のための橋をかける必要がなく、現在でもサラワク川にかかる橋が2本つながっているだけのため、1980年代より南北に権力が分かれていると言われている。なお、サラワク川南側のクチン中心部は、北クチン特別市の管轄である。

## 歴史

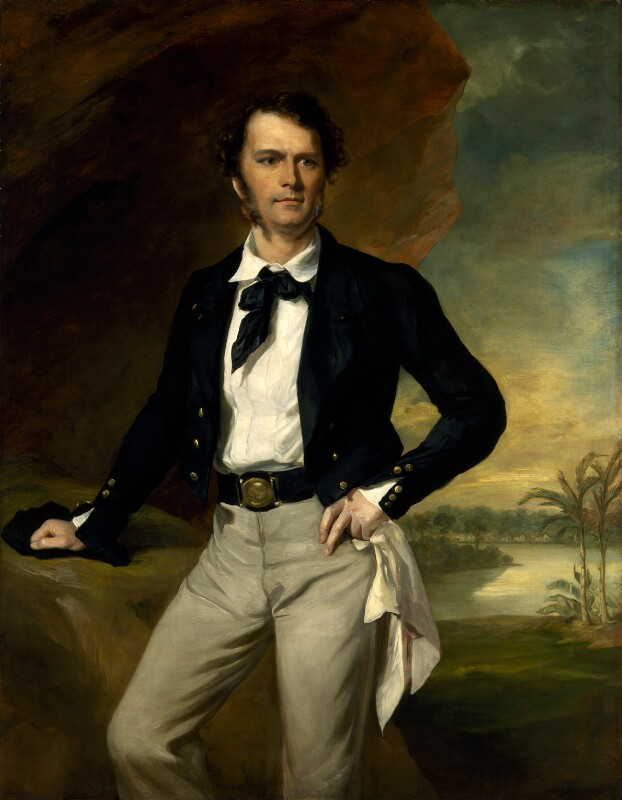
「初代白人王」ジェームズ・ブルック

200余年前までサラワクは、ブルネイのスルタンの支配下で、ラジャ（藩王）によって治められており、地元民の抵抗が強かった。
1839年にクチンにやって来たイギリス人探検家のジェームズ・ブルックは、1840年にクチンで発生したダヤク人の暴動の際、ラジャから暴動を平定したらラジャの地位を譲位すると言われ、英国海峡植民地政庁と協力して暴動を鎮圧した。この褒賞として、ジェームズ・ブルックはラジャ（藩王）に任ぜられて、サラワクを割譲され、1841年に「白人王」として彼自身が統治するサラワク王国が建国した。
クチンは当時より首都とされ、政治・経済の中心地として重厚なコロニアル調の建物が次々と建てられた。その後100年はブルック家の治世で、イギリスの軍事力・政治力を背景にブルネイの領土を獲得して国土を拡大した。
しかし、1941年12月24日に日本軍が占領し、第二次世界大戦終戦まで日本軍の軍政下に置かれる。1945年の日本降伏後、オーストラリアに亡命していた第三代国王ヴァイナー・ブルックが王位を辞退し、サラワクはイギリスの直轄植民地となり、クチンはその中心地となった。
1963年にサラワクはマラヤ連邦に合併し、連邦の中の「マレーシア」へ統合したが、現在でも高度な自治権を持つ地域となっている。1988年には、クチン市として市制施行。

## 猫の町
市の名称であるKuchingは、マレー語で「猫」を意味するKucing（クチン）と同じ発音であり、それゆえ猫の町として有名であり、街のいたるところに猫の彫像があり、市庁舎内には猫の博物館もある。
もっとも、クチンの語源は、クチン周辺に果物のマライリュウガン「マタ・クチン」（Pokok Mata Kucing、ネコノメダマ、リュウガンの近縁種）の木が数多く自生していたためという説や、最初に入植したインド人の言葉のヒンディー語の「コーチン（Cochin、港）」という意味だったという説もある。また、そもそも最大民族のマレー系住民は、猫のことを「クチン」ではなく「プサック（pusak）」と呼んでいることからも、直接的には猫と関連していない可能性がかなり高い。
しかし現在では、猫が町のシンボルとしてすっかり定着していて、毎年8月には「猫祭り」が開かれ、8月第一土曜日には猫の仮装パレードが行われる。北クチン、南クチンとも、市章に猫があしらわれている（本記事上部参照）。

## 観光

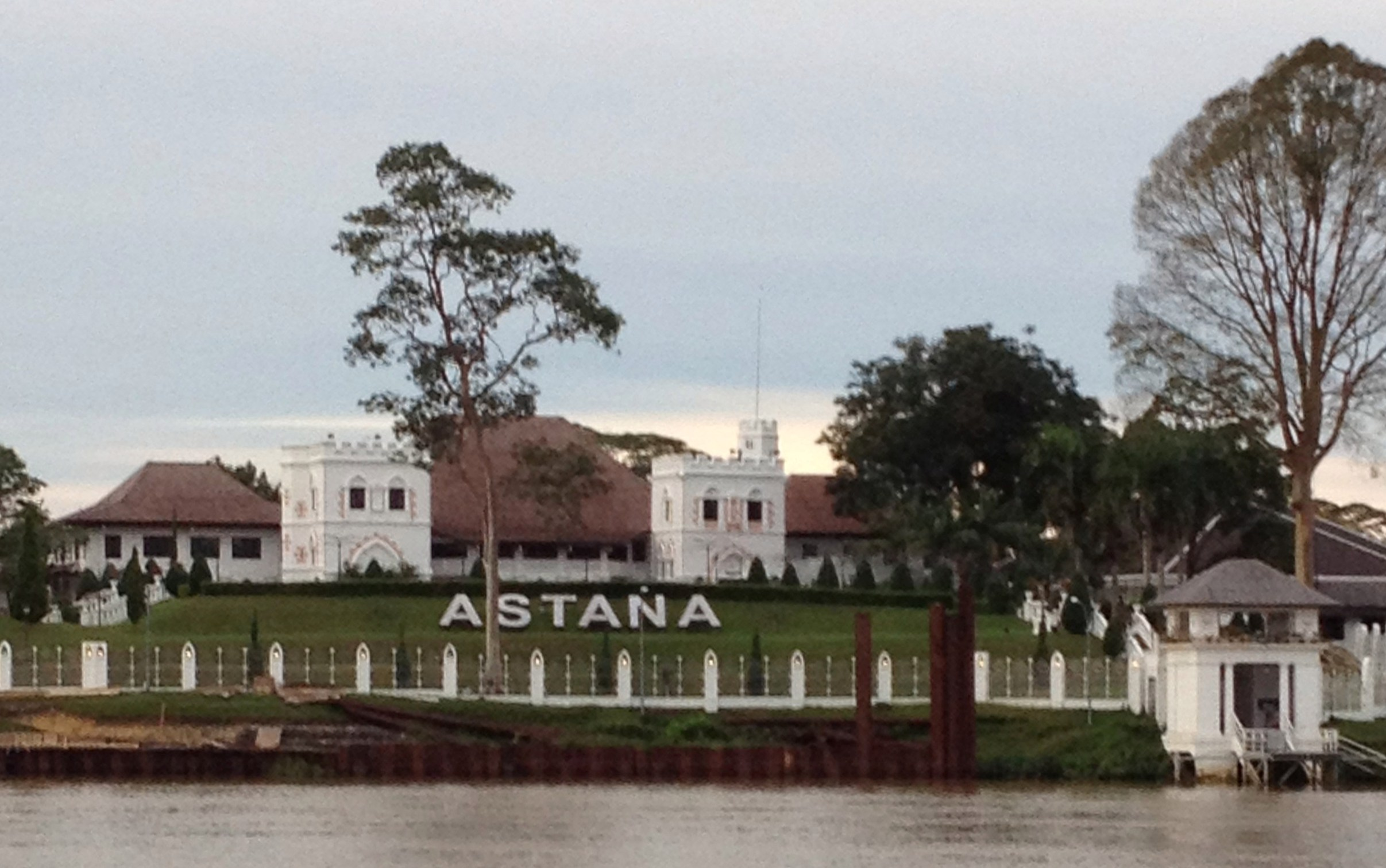
アスタナ宮殿

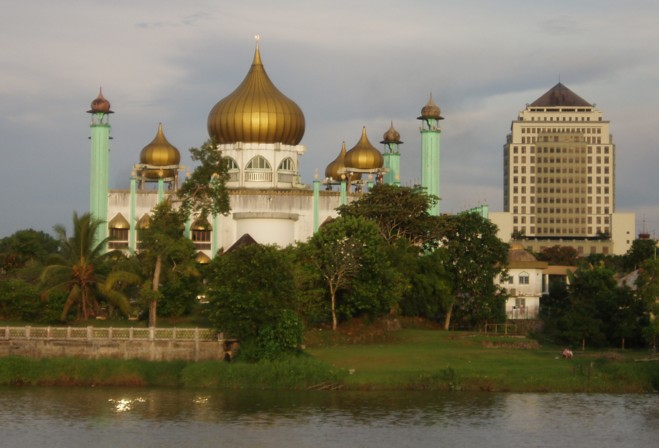
クチン・モスク

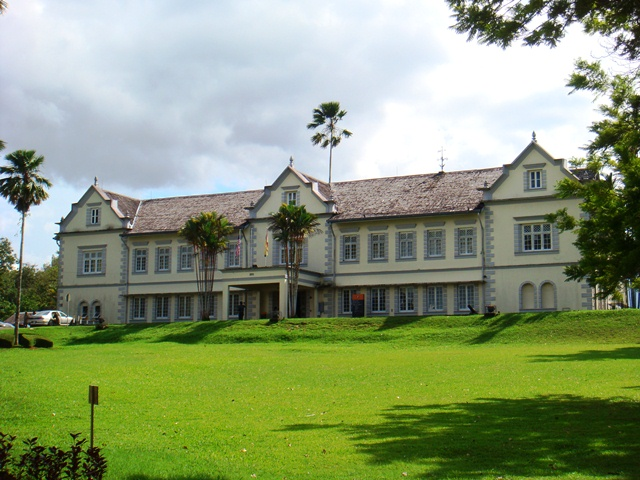
サラワク州博物館

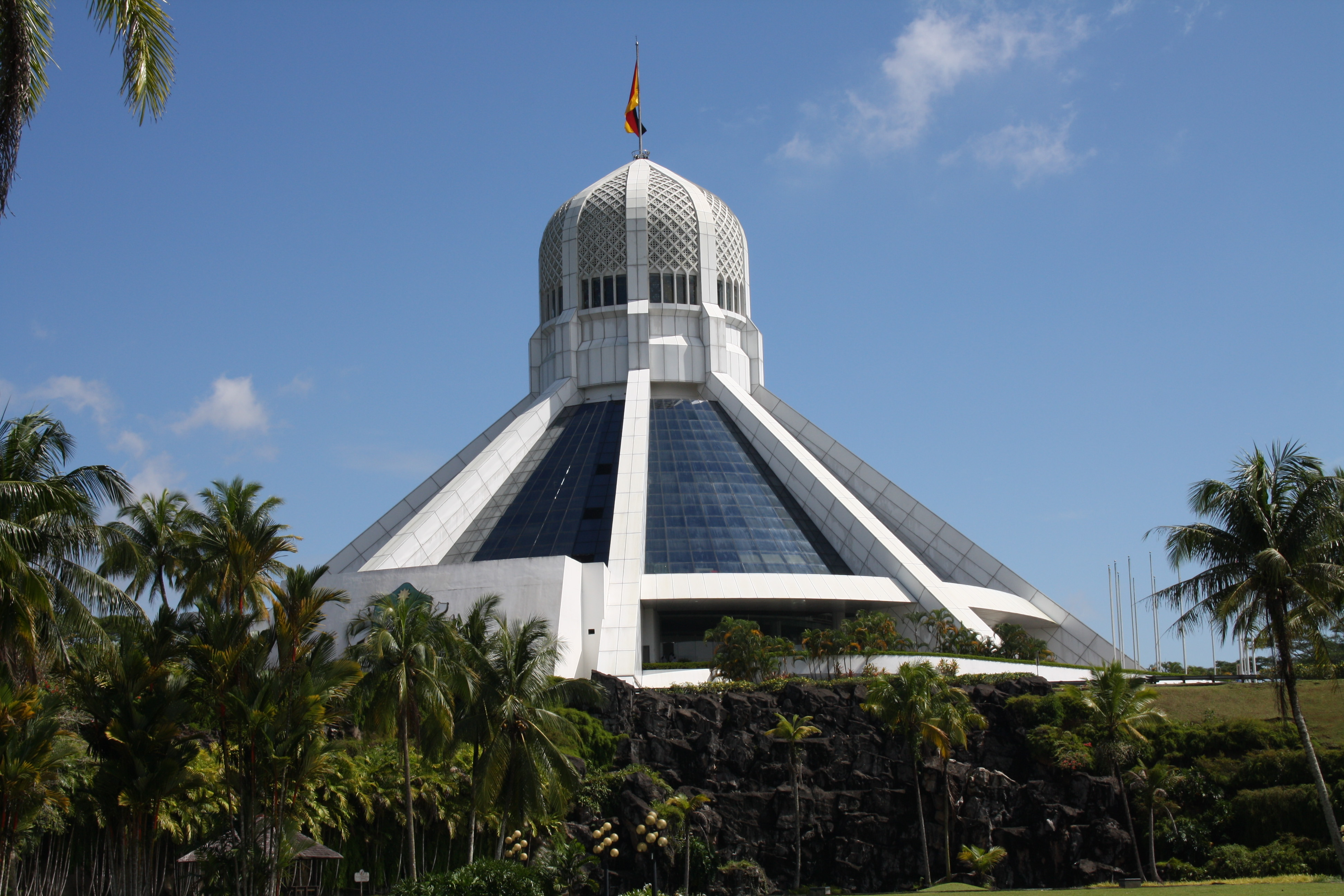
ネコ博物館のある北市役所

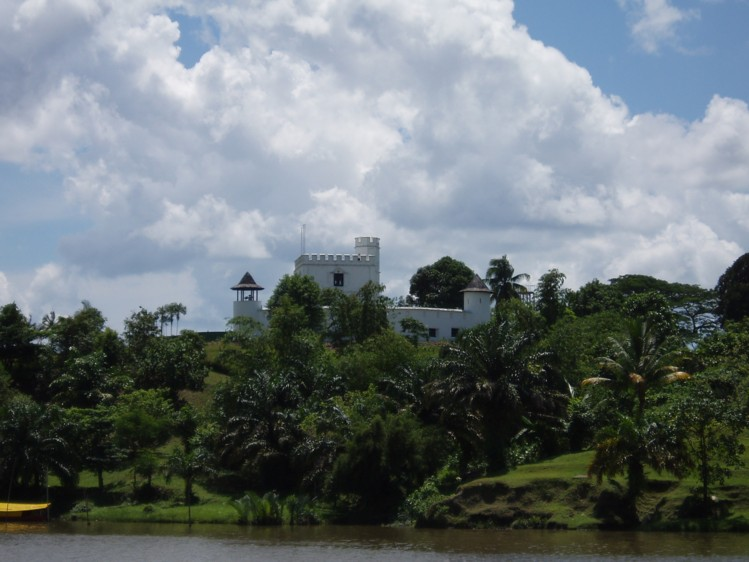
フォートマルゲリータ

- ウォーターフロント

サラワク川沿いに約900mにわたって続く遊歩道で、オープンカフェやガーデンレストランが並び、夕暮れ時には地元の人々の憩いの場になっている。対岸にはホワイト・ラジャ（白人王）時代の歴史的な建物を眺めることができる。このエリアには、橋が架かっておらず、対岸の住宅街と市街を結ぶ渡し舟が市民の大切な交通手段として行きかっている。
- メインバザール

メインバザールは、クチン中心部の旧市街に位置するメインストリートで、レトロなショップハウスが連なっている。ショップハウスは、1800年代後半に建造された中国の伝統的な長屋がそのまま残されたもので、サラワクの民芸品やアンティーク、生活雑貨、ローカルスイーツなどの品々が集まっている。
- アスタナ宮殿（英語版）

1870年に2代白人王のチャールズ・ブルックが王妃マーガレット・ブルックのために建てたサラワク川の北岸に建つ宮殿。現在はサラワク州知事の公邸となっている。内部の見学はできないが、1時間ごとに行われる衛兵の交代式が見られる。
- サラワク州博物館（英語版）

ホワイト・ラジャ時代の1891年に建てられた博物館。サラワク州に生息する動物の標本や先住民族の文化にまつわるものなどが多数展示されている。
- クチンネコ博物館（英語版）

古代エジプトの猫のミイラやキャットウーマン、招き猫、なめ猫、ハローキティ、ドラえもんなどの日本からの展示品も置かれている。
- スクエアタワー（英語版）

1879年に要塞として建てられたウォーターフロントの西側の広場にある白い四角い建物。刑務所として使われたのち、現在では音楽堂として利用されている。砦には今も、処刑された重罪人の幽霊が出るという噂がある。
- フォート・マルゲリータ

1879年に周辺からの海賊防衛のために建てられたサラワク川北岸に建つ砦で、時の王であったチャールズ・ブルックの妃マーガレットにちなんで名づけられた。
- サラワク文化村

サラワクを代表する7つの先住民族の伝統的家屋を復元し、それぞれの民族の住人によるカルチャーショーが行われる。レストランでは、サラワク独自の料理も味わえる。
- ダマイビーチ

クチン郊外にある独特の形をしたサントゥボン山と南シナ海に挟まれたリゾートエリア。ビーチに面して大型リゾートホテルやゴルフクラブがある。
- セメンゴワイルドライフセンター

オランウータンを野生に戻すための保護区。8時半と14時半の毎日2回餌付けの時間になると森の奥からオランウータンがやってくる様子を観察できる。
- バコ国立公園（英語版）

南シナ海に面したサワラク州最古の国立公園。海岸線には、長年の浸食でできたアーチ状の岩のオブジェが点在し、マングローブの森では、テングザルやシルバールトンが生息している。
- クチン湿地国立公園（英語版）

バコ国立公園と同じく町の北側にある国立公園。ヤエヤマヒルギ属、ヒルギダマシ属とハマザクロ属のマングローブで、イリエワニ、テングザル、コハゲコウ、シルバールトンなどが生息している。ラムサール条約登録地である。
- グヌンガディン国立公園（英語版）

クチンからバスで2時間ほどの小都市・ルンドゥにある。世界最大の花ラフレシアが見られることで有名。

## 交通

### 空港

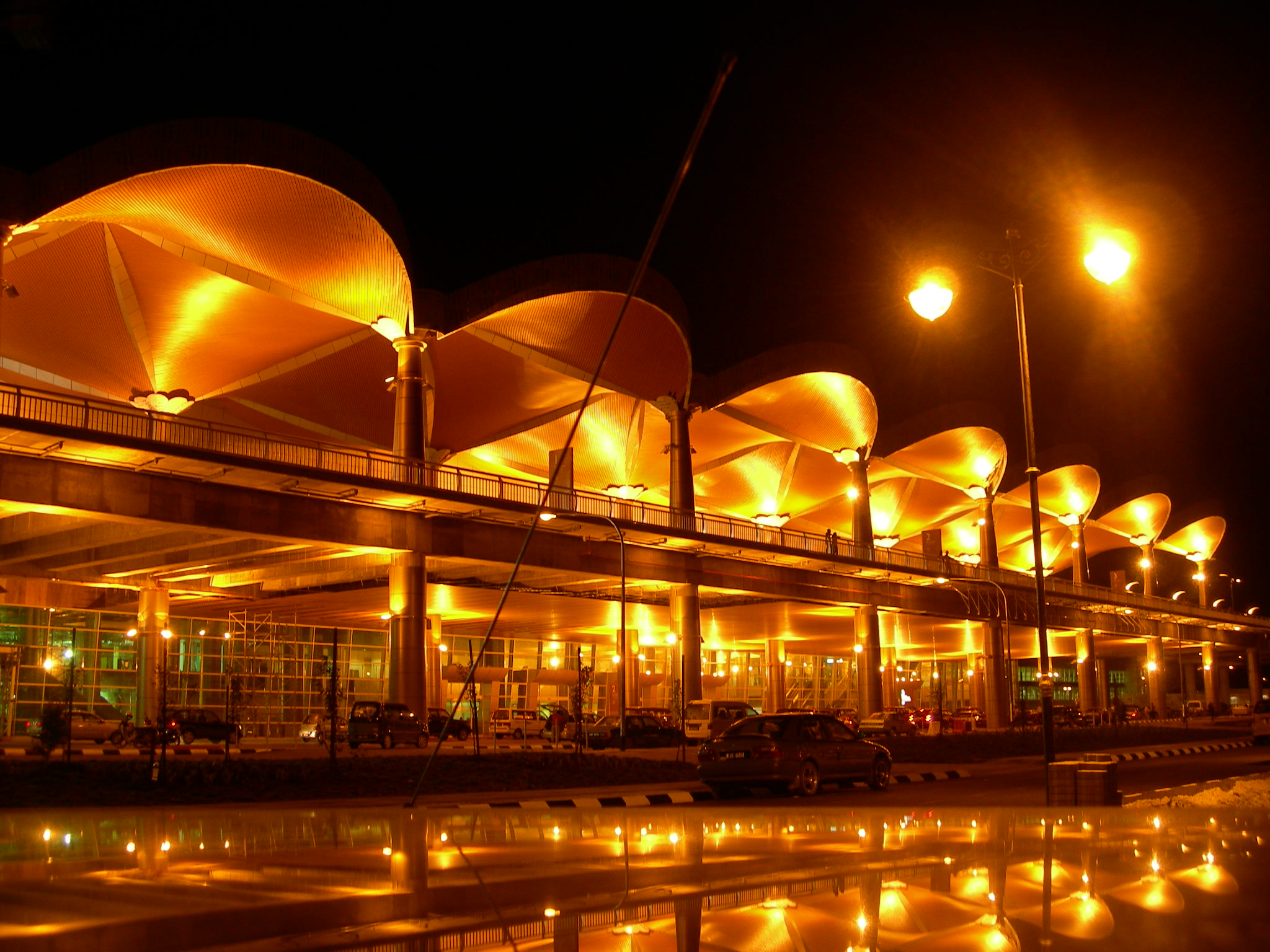
クチン国際空港

- クチン国際空港

### バス

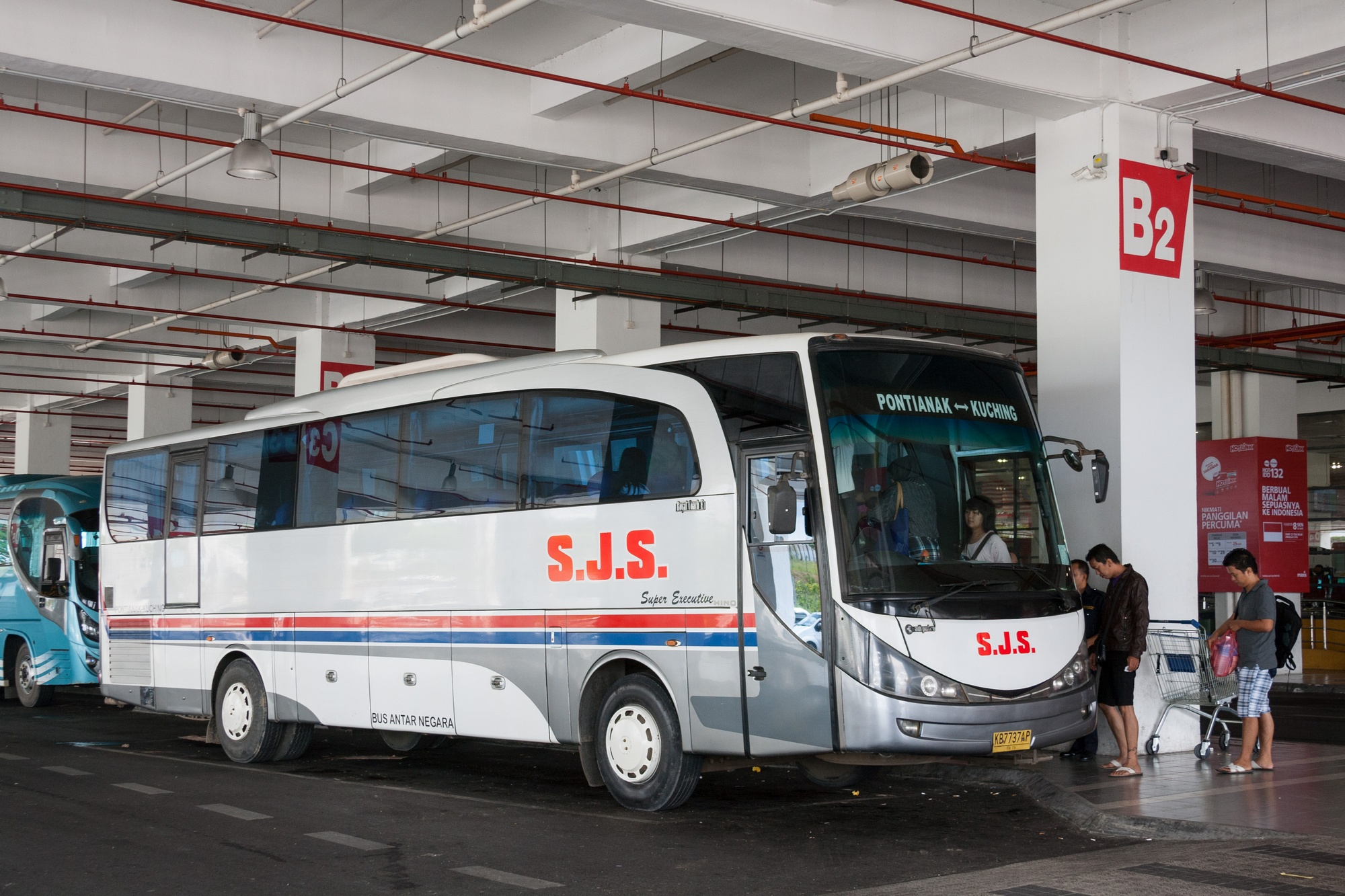
クチン中央バスターミナル

クチン近郊は、5社のバスが運行している。中心部にバス・ターミナルはなく、クチン・モスク周辺にバス乗り場が集中している。
- Chin Liang Long Motor Vehicle Co.（青） - クチン南部
- Matang Transport Company（黄・オレンジ） - マタン、クバ国立公園（英語版）
- Petra Jaya Transport Company（黒・黄・赤ストライプ） - クチン北部, バコ
- The Sarawak Transport Company（緑） - クチン近郊
- Bau Transport Company（赤） - クチン近郊

長距離バスは中心部郊外のバスターミナルから発着する。
- 長距離バス・ターミナル（フォー・アンド・ハーフ・マイル）

サラワク州各地への長距離バスが発着する。
インドネシアのポンティアナックへの国際長距離バスが発着する。

### 港湾
シブまで、高速船が就航している。

## 舞台となった作品
- 『トリック劇場版 ラストステージ』（2014年、テレビ朝日・東宝） - 主演：仲間由紀恵・阿部寛

## 出身人物
- 蔵原惟繕 - 映画監督
- ジェームズ・ワン - 映画プロデューサー、映画監督
- 蔡明亮 - 映画監督
- キャンディ - ロック・バンド

## 姉妹都市
- 昆明市、中国
- 廈門市、中国
- 鎮江市、中国
- 高知市、日本
- ポンティアナック、インドネシア
- ジョホールバル、マレーシア
- ジッダ、サウジアラビア
- 九老区、大韓民国
- シアトル、アメリカ合衆国